# Micrura affinis
Micrura affinis är en djurart som tillhör fylumet slemmaskar, och som först beskrevs av William Stimpson 1854.  Micrura affinis ingår i släktet Micrura och familjen Lineidae. Inga underarter finns listade i Catalogue of Life.